# (97065) 1999 VV20
1999 في في 20 (ويعرف أيضًا باسم (97065) 1999 في في 20 وفق تسمية الكوكب الصغير) (بالإنجليزية: 1999 VV20)‏ هو كويكب ضمن حزام الكويكبات؛ وترتيبه 97065 من حيث الاكتشاف.
اكتُشف هذا الجُرم الفلكي بواسطة تاكيشي أوراتا ‏ في 9 نوفمبر 1999.

## وصلات خارجية
- (97065) 1999 VV20 في قاعدة بيانات مختبر الدفع النفاث لأجرام النظام الشمسي الصغيرة

- الاكتشاف · مخطط المدار ·  العناصر المدارية · المعلمات المادية

- (97065) 1999 VV20 على موقع ويكي سكاي: DSS2, SDSS, GALEX, IRAS, Hydrogen α, X-Ray, Astrophoto, Sky Map, Articles and images